# Scott Walker (homme politique)
Pour les articles homonymes, voir Scott Walker (homonymie) et Walker.
Scott Kevin Walker, né le 2 novembre 1967 à Colorado Springs, est un homme politique américain, membre du Parti républicain et gouverneur du Wisconsin de 2011 à 2019.
Il est auparavant élu à l'Assemblée de l'État du Wisconsin de 1993 à 2002 et chef exécutif du comté de Milwaukee de 2002 à 2010. Il est candidat aux primaires présidentielles du Parti républicain de 2016, mais distancé dans les sondages par Donald Trump, il se retire de la course avant même le début des premiers scrutins. Il échoue ensuite à l'obtention d'un nouveau mandat en tant que gouverneur du Wisconsin, battu par le démocrate Tony Evers au soir du 6 novembre 2018.

## Biographie

### Enfance, éducation et carrière
Scott Walker est né à Colorado Springs, fils de Llew Walker un pasteur baptiste, et de Pat (Fitch) Walker, une comptable. Après avoir d'abord emménagé à Plainfield (Iowa), la famille Walker s'installe à Delavan au Wisconsin à la fin des années 1970.
Membre des Boy Scouts of America, il est titulaire du grade d'Eagle Scout. Inscrit à l'université Marquette en 1986, il travaille à mi-temps comme vendeur chez IBM. Il tente de se faire élire président du conseil étudiant à l'université en promettant d'équilibrer le budget mais c'est un échec. Il ne termine pas sa formation universitaire car il est recruté chez IBM où il travaille pendant deux ans avant de devenir responsable du marketing à la Croix-Rouge.

### Débuts en politique
En 1990, Walker tente de se faire élire député à l'Assemblée de l'État du Wisconsin. Candidat républicain dans le 7e district de Milwaukee, il est battu par le député démocrate sortant, Gwen Moore. En 1993, âgé de seulement 26 ans, il se fait élire dans la circonscription de Wauwatosa lors d'une élection partielle. Il sera réélu à quatre reprises dans cette circonscription sur un programme conservateur et réformiste. Durant ses mandats, il dirige notamment la commission parlementaire chargée des services correctionnels et fait voter une loi mettant fin aux libérations conditionnelles de prisonniers pour bonne conduite. En avril 2002, il est élu chef de l'Exécutif (County Executive) du comté de Milwaukee avec un programme mettant l'accent sur le conservatisme fiscal, promettant entre autres la rigueur budgétaire et la renonciation à une partie de son salaire (jusqu'en 2008, il remboursera la moitié de son salaire annuel à la collectivité). Il est réélu en 2004 avec 57 % des voix et réélu en 2008 avec 59 % des suffrages. Ses huit années au pouvoir sont marquées par la diminution de 20 % des effectifs de l'administration du comté, la réduction de 10 % de la dette du comté et par un taux de redevance foncière maîtrisé alors que, selon Associated Press, les dépenses globales du comté ont pourtant augmenté de 35 % au cours de son mandat.
En 2006, il prospecte pour une candidature au poste de gouverneur mais, au bout de 14 mois de collecte de fonds, renonce finalement à se présenter.

### Gouverneur du Wisconsin

#### Élections de 2010
En avril 2009, Walker se lance de nouveau dans l'investiture républicaine au poste de gouverneur du Wisconsin. Son programme est axé sur la baisse des impôts et la réduction des dépenses publiques. Le 22 mai 2010, bénéficiant du soutien du mouvement des Tea Party, il reçoit l'investiture de 91 % des délégués républicains et le 14 septembre 2010, est désigné candidat républicain par 59 % des votants aux élections primaires face à l'ancien représentant au Congrès des États-Unis, Mark Neumann (39 %).
Dans le cadre de son programme électoral, Walker promet de résorber les déficits publics, notamment en réduisant les salaires des employés de l'État ainsi que leurs avantages divers, mais aussi de faire annuler les hausses d'impôt sur les petites entreprises, sur les plus-values et sur les plus hauts revenus. Pour Walker et ses partisans, les réductions d'impôts sur les entreprises permettraient de réduire le coût du travail et favoriseront la croissance et l'emploi. Ses adversaires doutent de l'efficacité de ses propositions, mentionnant qu'elles ne feraient qu'aider les riches et que la réduction des salaires des employés du secteur public risquerait de nuire aux services de l'État. Durant la campagne, en tant que candidat, Walker a indiqué qu'il refuserait les 810 $ millions de dollars promis par le gouvernement fédéral pour construire une ligne à grande vitesse de chemin de fer entre Madison et Milwaukee au motif qu'il en coûterait à l'État du Wisconsin quelque 7,5 millions de dollars par an pour la faire fonctionner et ne serait donc pas rentable. Les questions sociales jouèrent également un rôle important dans la campagne et ce, en faveur de Walker. Celui-ci déclara notamment qu'il était 100 % pro-vie, c'est-à-dire hostile à l'avortement dans toutes les circonstances, y compris en cas de viol, d'inceste ou pour sauver la vie de la mère. Il se prononça également pour la promotion de l'abstinence dans le cadre des cours d'éducation sexuelle dans les écoles publiques ou aussi pour le droit des pharmaciens à refuser de remplir les ordonnances de contraceptifs pour des raisons religieuses ou morales.
Le 2 novembre 2010, Walker remporte les élections générales avec 52 % des suffrages exprimés contre 46 % au démocrate Tom Barrett. Le 3 janvier 2011, Scott Walker devient le 45e gouverneur du Wisconsin. À ses côtés, le poste de lieutenant-gouverneur est dévolu à Rebecca Kleefisch, une ancienne journaliste de la télévision locale de Milwaukee.

#### Actions
Dès ses prises de fonction, Walker fait adopter 140 millions de dollars de réductions fiscales pour les entreprises.
Pour réduire le déficit annoncé de 3,6 milliards de $, il marque aussi sa volonté de retirer aux syndicats de fonctionnaires la possibilité de négocier collectivement leurs conditions de travail ainsi que leurs avantages sociaux, acquis depuis 70 ans. Son projet de loi, qui économiserait selon lui 300 millions de $ à l'État, prévoit notamment de geler partiellement les salaires des fonctionnaires, de raboter leurs pensions de retraite et leurs couvertures sociales et de laisser le choix aux employés de l'État de payer ou non des cotisations syndicales. Il s'agit pour le nouveau gouverneur de donner plus de souplesse au gouvernement afin de réaliser des économies mais aussi indirectement de rogner le capital financier des syndicats (ainsi que leur soutien financier aux candidats démocrates).
La conséquence majeure de ce projet de loi sera cependant une augmentation de 8 % des cotisations retraite et santé des fonctionnaires, sans négociation préalable. Il provoque alors de nombreuses manifestations d'employés publics où les protestataires le comparent au président égyptien Hosni Moubarak, alors contraint de céder le pouvoir par les manifestants. Walker menace de faire appel aux gardes nationaux pour disperser les manifestants alors que le capitole est occupé à Madison où le projet controversé a été adopté par la Chambre basse. Pour bloquer le processus à la Chambre haute, les sénateurs de la minorité démocrate s'exfiltrent dans l'Illinois, empêchant le Sénat d'atteindre le quorum nécessaire de présents pour faire voter la loi : Walker ordonne alors aux forces armées de rechercher les sénateurs absents et annonce le licenciement de 1 500 fonctionnaires si les démocrates ne retournent pas à leur poste ; de leur côté, les syndicats acceptent de faire des compromis et de payer davantage pour leurs avantages sociaux mais exigent le maintien de leur droit de négociation collective. De l'issue de cette bataille politique dépend le sort de plusieurs autres projets de loi similaires pouvant être déposés par les gouverneurs républicains du New Jersey, de Floride ou encore de l'Ohio.
Pour les opposants au projet de loi, il s'agit d'une tentative pour « détruire les derniers vestiges du syndicalisme dans le Midwest » (Jeffrey Keefe, professeur d'économie à l'Université Rutgers), des syndicats perçus comme les « derniers contrepouvoirs face aux milliardaires » et les derniers « défenseurs de la classe moyenne » (Paul Krugman),,. Le projet de loi est adopté par le Sénat du Wisconsin le 10 mars 2011 et le texte est promulgué dès le lendemain par le gouverneur.
Le gouverneur dès son entrée en fonction mène une campagne dure sur la répression de la criminalité. Walker durant ses huit années à la tête de l'État n'a pas utilisé une seule fois son droit de grâce, contrairement à ses prédécesseurs, y compris républicains.
En 2017, Scott Walker supprime la limite d'âge (qui était de 10 ans) exigé pour qu'un enfant puisse partir armé à la chasse. Les enfants de tout âge peuvent désormais s'équiper d'armes à feu et chasser dans le Wisconsin s'ils sont accompagnés d'un chasseur adulte. Le lobby des armes à feu NRA et l'association régionale des chasseurs d'ours ont notamment été les promoteurs de cette loi.

#### La procédure de «recall» de juin 2012
En juin 2012, en opposition à sa politique notamment sociale et à l'austérité qu'elle engendre, il fait l'objet d'une procédure de « recall » (rappel) avec le lieutenant-gouverneur Rebecca Kleefisch et quatre sénateurs républicains de l'État.
Scott Walker est confirmé dans sa fonction avec 53,2 % des voix face au candidat démocrate Tom Barrett tout comme sont confirmés Kleefisch et 3 des sénateurs. Cette élection était considérée comme un référendum test sur la politique sociale de Walker et sur l'influence du mouvement du Tea party. Seuls deux autres gouverneurs avaient par le passé été confrontés à une telle procédure et avaient été démis par leurs électeurs.
Walker devient alors le premier gouverneur aux États-Unis à survivre à une telle procédure de destitution.

### Candidat à la présidence des États-Unis
Les positions conservatrices de Scott Walker lui permettent de dominer un temps les sondages concernant l'élection présidentielle américaine de novembre 2016, notamment dans le petit État évangélique de l'Iowa, premier à tenir son scrutin au cours de la campagne des primaires. Début juillet 2015, il annonce son intention de se présenter aux primaires républicaines de 2016. Cependant, après des débats télévisés jugés décevant et largement distancé dans les sondages par le nouveau favori, Donald Trump, il renonce à sa candidature dès le 21 septembre suivant. Il apporte son soutien à Trump face à Hillary Clinton, la candidate démocrate, en juillet 2016.
Candidat à l'obtention d'un nouveau mandat comme gouverneur du Wisconsin en 2018, il est battu par le démocrate Tony Evers, ne récoltant que 48,4 % des voix, conte 49,8 % pour son adversaire.